# Dekanat Połtawa
Dekanat Połtawa – jeden z 6 dekanatów katolickich w diecezji charkowsko-zaporoskiej na Ukrainie.

## Parafie
- Horiszni Pławni - Parafia św. Mateusza Ap.
- Krzemieńczuk - Parafia św. Józefa
- Łubnie - Parafia św. Michała Archanioła
- Mirhorod - Parafia Miłosierdzia Bożego
- Połtawa -  Parafia Podwyższenia Krzyża Pańskiego